# Федеральное управление гражданской авиации США
Федеральное управление гражданской авиации США (англ. Federal Aviation Administration; сокр. англ. FAA, рус. ФАА) — уполномоченный орган правительства Соединённых Штатов Америки в области гражданской авиации. Основано 23 августа 1958 года федеральным законом США об авиации от 1958 года. В декабре 1958 года к ФАА на регулярной основе была прикомандирована первая группа офицеров различных видов Вооружённых сил США, исходно их количество составляло 36 (18 от ВВС, 12 от ВМС и 6 от армии), для межведомственной координации и согласования вопросов воздушного движения, совместного использования воздушного пространства и перевозок военного имущества и военнослужащих. До 1967 года именовалось «Федеральным агентством по авиации». Входит в состав Министерства транспорта США. Правопреемник упразднённого Управления гражданской аэронавтики (англ. Civil Aeronautics Administration). Бюджет управления составляет 19,807 млрд долларов США (2024).

## Функции
- Управление коммерческими (негосударственными) космическими программами;
- Поощрение и разработка гражданской аэронавтики, в том числе новых авиационных технологий;
- Регулирование гражданской авиации для обеспечения безопасности;
- Разработка и поддержка системы управления воздушным движением гражданских и военных воздушных судов;
- Исследования и разработка национальной аэрокосмической системы[англ.] и гражданской аэронавтики;
- Разработка и проведение программ по снижению шумности воздушных судов и других аспектов их воздействия на окружающую среду;
- Лицензирование частных и коммерческих пилотов в соответствии с требованиями и установлениями администрации авиации. Смотрите: Лётная лицензия ФАА

## Структура
ФАА осуществляет четыре «направления бизнеса»:
- Аэропорты: планируют и разрабатывают проекты с участием аэропортов, контролируют их строительство и деятельность, включая обязательную сертификацию аэродромов и аэропортов.
- Организация воздушного движения: обеспечивают безопасное и эффективное управление воздушным движением в национальном воздушном пространстве.
- Лётная годность и безопасность полётов: проводят обязательную сертификацию гражданских воздушных судов и их эксплуатантов (авиакомпаний), аттестацию авиационного персонала (пилотов, техников, авиадиспетчеров).
- Коммерческий космический транспорт: государственное регулирование пусков коммерческих космических аппаратов.

## Регионы и операции аэронавигационного центра
Штаб-квартира ФАА находится в Вашингтоне (округ Колумбия) и также в техническом центре им. Уильяма Хьюза Атлантик-Сити (штат Нью-Джерси) и авиационном центре им. Майка Монруни в Оклахома-Сити. Есть ещё девять региональных офисов:
| №  | Регион                       | Местонахождение офиса          |
| -- | ---------------------------- | ------------------------------ |
| 1. | Аляскинский регион           | Анкоридж (штат Аляска)         |
| 2. | Северо-западно-горный регион | Сиэтл (штат Вашингтон)         |
| 3. | Западно-Тихоокеанский регион | Лос-Анджелес (штат Калифорния) |
| 4. | Юго-западный регион          | Форт-Уэрт (штат Техас)         |
| 5. | Центральный регион           | Канзас-Сити (штат Миссури)     |
| 6. | Регион Великих озёр          | Чикаго (штат Иллинойс)         |
| 7. | Южный регион                 | Атланта (штат Джорджия)        |
| 8. | Восточный регион             | Джамейка (Нью-Йорк)            |
| 9. | Регион Новой Англии          | Бостон (штат Массачусетс)      |